# Mark Tonderai
Mark Tonderai es un director de cine y televisión, actor, guionista y empresario británico. Es uno de los fundadores de la empresa de producción Shona Productions junto a su esposa Zoe Stewart. En 2012 dirigió el cortometraje de suspenso House at the End of the Street, protagonizada por Max Theriot y Jennifer Lawrence. Es el director de la serie de televisión policíaca The Five, que empezó a emitirse en abril de 2016 en el canal Sky 1.

## Filmografía

### Cine
- Kevin & Perry Go Large (2000), actor
- Dog Eat Dog (2001), escritor/actor
- Hush (2008), director/escritor
- House at the End of the Street (2012), director

### Televisión
- 12 Monos (2015), director
- Paranoid (2016), director
- Black Lightning (2018), director
- Doctor Who (2018), director